# Economía de Senegal
La economía de Senegal es liderada por la minería, construcción, turismo, pesca y agricultura, las cuales son las principales fuentes de empleo en las áreas rurales. El país cuenta con una gran cantidad de recursos naturales, principalmente hierro, circonio, gas, oro, fosfatos y numerosos yacimientos de petróleo. En cuanto al intercambio comercial, las principales exportaciones se basan en la pesca, el maní y los fosfatos.
Como uno de los sectores más dominantes de la economía, la agricultura es altamente vulnerable a los cambios en las condiciones ambientales, principalmente dada la variación de las precipitaciones que se observan con el cambio climático, más la fluctuación de los precios a nivel del mercado internacional.
El modelo económico senegalés, a veces calificado de «neocolonial», consiste en exportar materias primas con escaso valor añadido e importar productos acabados. Como consecuencia, la economía senegalesa, muy dependiente del exterior, produce poca riqueza a pesar de un crecimiento sostenido (entre el 4% y el 7%).
Aunque ocho de cada diez senegaleses viven de la agricultura, ésta apenas representa el 17% del producto interior bruto (PIB). El desempleo es especialmente elevado entre los jóvenes menores de 24 años (35%), muchos de los cuales intentan llegar ilegalmente a Europa a través de las Islas Canarias o el Sáhara. Huyen de un coste de la vida muy elevado, sobre todo en Dakar, en un contexto de inflación elevada (9% en 2022, 6% en 2023). El país ocupa el puesto 169 de 192 en el Índice de Desarrollo Humano (IDH) elaborado por el Programa de las Naciones Unidas para el Desarrollo (PNUD). La tasa de pobreza, estimada en un 37% en 2025, no disminuye desde hace varios años. El país es desigual. Según el Banco Mundial, el 10% más rico se reparte el 30% de la riqueza, mientras que el 10% más pobre se reparte el 3%.

## Historia
Después de una retracción de 2,1 % en el crecimiento el 1993, en enero de 1994, Senegal adoptó un profundo programa de reforma económica con el apoyo de la comunidad de donantes internacionales. Esta reforma comenzó con una devaluación de 50 % de la moneda, el Franco CFA, que se mantenía con una tasa de cambio fija en relación con el franco francés. El control gubernamental de precios y los subsidios fueron desmantelados. Después el país sufrió un gran cambio cuando el producto interior bruto anual comenzó a crecer por encima del 5 % entre 1995 y 2004, reduciéndose la inflación a la mitad, desde el 18 al 8,5 por ciento. La economía volvió a crecer debido a las reformas económicas, y el país tuvo un crecimiento sostenido de 5 % al año entre el 1995 y el 2008. La inflación anual cayó a 1 dígito.
Como miembro de la Unión Monetaria y Económica de la África Occidental, Senegal viene trabajando por una mayor integración regional, con una tarifa externa común y una política monetaria más estable. Sin embargo, el elevado desempleo hace con que miles de personas dejen el país en búsqueda de empleos en Europa. El país también sufrió una crisis de energía que provocó falta de electricidad en muchas regiones el 2006 y 2007.
No obstante, el país sigue dependiendo de los donantes internacionales. Bajo el control del programa del Fondo Monetario Internacional para la ayuda a los países más pobres, se beneficia de la condonación de dos tercios de la deuda externa siempre y cuando mantenga el plan de liberalización.
En junio de 2025, un informe del banco británico Barclays reevalúa la deuda pública del país en un 119% del PIB para 2024. Esta cifra, calculada a partir del documento de programación presupuestaria y económica plurianual del Ministerio de Economía de junio de 2025, convierte a Senegal en el país más endeudado de África.

## Infraestructura
Las inversiones se ven disuadidas principalmente por la falta de infraestructuras, pero el Estado trata de promover la construcción de carreteras.
El presidente Macky Sall anunció en 2016 el inicio de importantes proyectos de infraestructura en Senegal. Entre ellos: inversiones de alrededor de 600 millones de euros en el abastecimiento de agua potable de la ciudad de Dakar.

## Red eléctrica
Uno de los proyectos emblemáticos fue la puesta en marcha de las centrales eléctricas de Tobène (unos 80 km al noreste de Dakar, en la región de Thiès en marzo de 2016) y la de Cap-des-Biches (Rufisque, en la región de Dakar en junio de 2016). El Estado senegalés, la Sociedad Nacional de Electricidad (Senelec), el grupo energético americano ContourGlobal, la Corporación Financiera Internacional (IFC - Grupo del Banco Mundial) y la Institución Americana de Promoción de las Inversiones (OPIC) habían firmado, en Dakar, un acuerdo de financiación de 91 millones de dólares para la central de Cap-des-Biches. La central térmica de Tobene, con un coste de 123 millones de euros, funciona con fuelóleo pesado, genera 96 megavatios (MW) y aporta electricidad a alrededor de 1,5 millones de personas.b 
También se anuncia una central de energía solar de 200 MW.
La potencia eléctrica de Senegal se duplicó entre 2012 y 2018, lo que resultó en  una tasa de electrificación de 64% en 2018.

## Red hidráulica
Para la vertiente hidráulica urbana, se anuncian también dos grandes proyectos. Se trata de la construcción de una tercera planta de agua con una capacidad de 200.000 metros cúbicos por día en Keur-Momar-Sarr, en la región de Louga, y de una planta de desalinización de agua de mar en el barrio de Mamelles, en la región de Dakar. Estas dos infraestructuras, con un coste total de 390.000 millones de francos CFA (600 millones de euros), contribuirán a «asegurar el abastecimiento de agua potable de la capital durante al menos 20 años».

## Agroindustria
La agroindustria no se queda fuera con la inyección de 20.000 millones de francos CFA en 2016 en las actividades del Programa de los ámbitos agrícolas comunitarios (PRODAC). Se espera que estas granjas contribuyan a la política de autosuficiencia alimentaria y a la lucha contra el desempleo juvenil.
Para apoyar la salud animal, el acceso a los mercados y la gestión de los recursos naturales, se asignarán 15.000 millones de francos CFA al Proyecto regional de apoyo al pastoralismo .

## Turismo
El turismo corresponde a uno de los sectores económicos en auge en el país. La mayor parte de las visitas se concentran en su capital Dakar.

## Transporte
El aeropuerto internacional de Dakar-Blaise Diagne es el principal punto de entrada aérea a Senegal. Fue inaugurado el 7 de diciembre de 2017. El 25 de mayo de 1971, el avión supersónico Concorde realiza un primer vuelo de demostración Paris-Dakar en 2 h 52 min (de los cuales 2 h 07 min en vuelo supersónico) y el 21 de enero de 1976 abre por primera vez su línea comercial París-Dakar-Río. El presidente Senghor asiste a su llegada al aeropuerto de Dakar, así como a los primeros pasajeros supersónicos de la historia de la aviación. El 1 de abril de 1982, es el final del enlace París-Río.
Desde 2018, la compañía aérea nacional Air Senegal SA, propiedad enteramente del Estado a través de la Caisse de Dépôt et de Consignation , propone destinos hacia Europa y África. Es una de las primeras compañías africanas en operar el A330 neo desde febrero de 2019. En total, el país cuenta con tres compañías aéreas, Transair, que realiza vuelos regulares con Air Senegal, y Arc en Ciel Airlines, que realiza vuelos chárter.
La red de carreteras es buena en el oeste, pero se está deteriorando al adentrarse cada vez más en el país. La red de transporte está bien desarrollada en las grandes ciudades con los taxis, los autobuses o los «autocares rápidos» más o menos en buen estado (en los suburbios y ciudades secundarias, estos son taxis clandos ilegales colectivos o carros). En el interior del país, son los grandes autobuses blancos Ndiaga Ndiaye y taxis-brousse.
La estación de Dakar es la más antigua de Senegal. Ya no ofrece más que un único destino para los viajeros, Bamako en Malí - la conexión con Saint-Louis está reservada para el transporte de mercancías.

### Los límites
Las redes son más densas en el oeste del país, a lo largo de la costa, pero la circulación de mercancías y personas es especialmente difícil hacia Dakar y la península de Cabo Verde. Las infraestructuras son más escasas en el Senegal oriental y la apertura de estas regiones constituye también un desafío, ya que los medios de transporte siguen siendo a menudo tradicionales en el interior del país.
Se realizan esfuerzos a nivel de equipo.
Así, el 1 de agost de 2013 se abrió una autopista de peaje entre Dakar y Diamniadio.
Se realizan otras infraestructuras: 
*Nuevo aeropuerto internacional Blaise Diagne, inaugurado el 7 de diciembre de 2017; 
*Acondicionamiento de Saint-Louis para convertirlo en un puerto de cabotage10 ;
*Acondicionamiento del puerto de Ziguinchor para recibir contenedores 11
| Datos                              | Valores                         |  |
|                                    |                                 |  |
|                                    | con pista asfaltada: 10         |  |
| Aeropuertos (2010)                 | con pista de tierra: 10         |  |
|                                    | Total = 20                      |  |
|                                    |                                 |  |
| Estaciones de ferrocarril:         | 20                              |  |
| Red ferroviaria (2005):            | 906 km                          |  |
|                                    |                                 |  |
| Puerto con una terminal:           | Dakar                           |  |
| Vías navegables interiores (2005): | 1.000 km                        |  |
|                                    |                                 |  |
|                                    | asfaltadas: 5.967 km            |  |
| Carreteras (2016)                  | de los cuales 7 km de autopista |  |
| Carreteras (2016)                  | Sin pavimentar: 9,604 km        |  |
|                                    |                                 |  |
|                                    | Total = 16.496 km               |  |
|                                    |                                 |  |
| Tubería de gas (2009):             | 43 km                           |  |

Fuentes: CIA World Factbook

## Sector primario
La pesca y la industria asociada a este sector es el sector principal de la exportaciones. Sin embargo se ve amenazado por las potencias asiáticas - por sus bajos costes de explotación -, sobre todo en sus relaciones con los países de la Unión Europea.

### Agricultura
El 80% de la población trabaja en la agricultura, aunque este sector sólo representa el 17,6% del producto interior bruto. Con el éxodo rural que arrastra a tantos senegaleses a la ahora superpoblada península de Cabo Verde, el número de agricultores ha disminuido. En la actualidad, la población rural sólo representa el 55% de la población total de Senegal.
Las principales producciones agrícolas son :
- Cereales - principalmente mijo y sorgo, pero también arroz en Casamance -,
- Los cacahuetes, que han perdido la posición de monocultivo que tuvieron durante mucho tiempo,
- Frutas y verduras, especialmente en la zona hortícola de Niayes, que abastece a la ciudad de Dakar de productos frescos, como tomates o verduras.

El arroz es el alimento básico de los senegaleses. Ha sustituido fuertemente a los cereales locales (mijo, sorgo, maíz), tanto en las zonas urbanas como en las rurales, y ahora representa más del 50% del consumo de cereales en los hogares. Por término medio, los hogares gastan el 8% de sus ingresos en arroz. Los senegaleses consumen sobre todo arroz partido, al que se han acostumbrado desde la colonización (importación de subproductos de la transformación del arroz desde Asia). El sistema de producción de regadío se practica en el valle del río Senegal (en el norte), donde se han realizado importantes inversiones en los últimos 40 años, y en la cuenca del Anambé (en el sur). El potencial del país en tierras regables es de 240.000 ha en el valle del río Senegal y de unas 16.000 ha en la cuenca del Anambé. Las zonas urbanizadas representan menos del 3% del potencial de riego. El arroz de secano se cultiva en las regiones de Ziguinchor, Kolda y marginalmente en Tambacounda.
Las estructuras agrícolas hortícolas se caracterizan por el predominio de los huertos y jardines domésticos y de las explotaciones privadas. Los volúmenes de producción, que llevan 15 años de fuerte crecimiento, se estiman en más de 600.000 toneladas. De 2000 a 2010, las exportaciones hortícolas aumentaron de menos de 1.000 toneladas a 35.000 toneladas. Se estiman en 85.000 toneladas en 2014. Senegal produce hortalizas de tipo europeo/templado (coles, lechugas, tomates, berenjenas, judías, melones, zanahorias, nabos, patatas, cebollas, etc.) y de tipo africano/caliente (acedera de Guinea, quimbombó, berenjena amarga, batata, yuca, etc.). El éxito de la difusión de la producción en el espacio y el tiempo hace del subsector de las hortalizas uno de los componentes más prometedores y dinámicos del sector hortícola.
La producción hortícola se concentra principalmente en la franja costera de los Niayes y en el valle del río Senegal. La zona de Niayes (de Dakar a Saint-Louis), a la que se atribuye más del 60% de las cosechas, proporciona cebollas, patatas, zanahorias, coles verdes, tomates cherry y de mesa, berenjenas, lechugas y guindillas, mientras que el valle del río, con su inmenso potencial, se especializa en la producción de tomates industriales, cebollas y batatas. La zona de producción de algodón se concentra en el sur del país, en las regiones de Tambacounda, Kolda y las regiones meridionales de Fatick y Kaolack.
El sector está estructurado en torno a la Federación Nacional de Productores de Algodón (FNPC), que representa a más de 20.000 explotaciones familiares, y a Sodefitex, que cuenta con cinco plantas desmotadoras en Kahone, Kédougou, Tambacounda, Vélingara y Kolda.
En la campaña de 2013, la producción alcanzó las 32.250 toneladas de algodón en rama, es decir, 13.600 toneladas de fibra de algodón y 17.500 toneladas de semillas de algodón. El algodón es el décimo producto de exportación de Senegal.

## Datos económicos básicos
Principales magnitudes económicas de Senegal:
- PIB - Producto Interior Bruto (2006):
- Paridad de poder adquisitivo (2006): 22.100 millones de $ USA.
- PIB - Per capita:
- Paridad del poder adquisitivo Per cápita (2006): 1.800 $ USA.
- Inflación media anual (2006): 2 %
- Deuda externa aprox. (2006): 1.628 millones de $ USA
- Reservas(2006): 1.180 millones de $ USA
- Importaciones (2006): 2.980 millones de $ USA.

- Principales países proveedores: Francia, Nigeria y Brasil.
- Principales productos de importación: Petróleo, alimentos y bebidas, y bienes de capital.

- Exportaciones (2006): 1.480 millones de $ USA.

- Principales países clientes: Malí, India, Francia y España.
- Principales productos de exportación: Pescado, productos derivados del petróleo, fosfatos y algodón.

Estructura del PIB en 2006:
Distribución por sectores económicos del PIB total:
Agricultura, Silvicultura y Pesca: 18,3 %.
Industriay construcción: 19,2 %.
Industrias manufactureras y minería: N.D.
Sector servicios: 62,5 %.
- Fuerza laboral (2006): 4,75 millones de personas.
- Tasa de paro (2001): 48 %[5]
- Población por debajo del nivel de pobreza (2001): 54 %.

- (N.D.): No disponible.